# جان فيليب رور
جان فيليب رور (بالفرنسية: Jean-Philippe Rohr)‏ هو لاعب بوكر ولاعب كرة قدم فرنسي في مركز الوسط، ولد في 23 ديسمبر 1961 في متز في فرنسا. شارك مع منتخب فرنسا الأولمبي لكرة القدم ومنتخب فرنسا لكرة القدم. أما مع النوادي، فقد لعب مع نادي موناكو ونادي ميتز ونادي نيس.

## وصلات خارجية
- جان فيليب رور على موقع قاعدة بيانات كرة القدم.إي يو (الإنجليزية)
- جان فيليب رور على موقع ناشيونال فوتبول تيمز (الإنجليزية)
- جان فيليب رور على موقع عالم كرة القدم.نت (الإنجليزية)
- جان فيليب رور على موقع أوليمبيديا (الإنجليزية)